# Liste des maires de Saint-Quentin-Fallavier
La liste des maires de Saint-Quentin-Fallavier présente la liste des maires de la commune française de Saint-Quentin-Fallavier, située dans le département de l'Isère en région Auvergne-Rhône-Alpes.

## Liste des maires

### Entre 1790 et 1944
| Période                                  | Période | Identité                 | Étiquette | Qualité |
| ---------------------------------------- | ------- | ------------------------ | --------- | ------- |
| Les données manquantes sont à compléter. |         |                          |           |         |
| 1799                                     | 1805    | Jean-Chrisostome Bois    |           |         |
| 1805                                     | 1808    | Charreton                |           |         |
| 1808                                     | 1832    | Chollier                 |           |         |
| 1832                                     | 1848    | Charreton                |           |         |
| 1848                                     | 1848    | Cumin                    |           |         |
| 1848                                     | 1852    | Charuy                   |           |         |
| 1852                                     | 1853    | Claude Charreton         |           |         |
| 1853                                     | 1865    | Charles Reverand         |           |         |
| 1865                                     | 1870    | Antoine Masson           |           |         |
| 1870                                     | 1878    | Jean-Baptiste Vacher     |           |         |
| 1878                                     | 1884    | Antoine Eparvier         |           |         |
| 1884                                     | 1887    | Charles Guerin           |           |         |
| 1887                                     | 1888    | Alfred Sadin             |           |         |
| 1888                                     | 1896    | Benoît Fournier          |           |         |
| 1896                                     | 1896    | Louis Gay                |           |         |
| 1896                                     | 1899    | Jean-François Bacconnier |           |         |
| 1900                                     | 1922    | Joseph Geoffray          |           |         |
| 1922                                     | 1929    | Louis Guerin             |           |         |
| 1929                                     | 1941    | Charles Eparvier         |           |         |
| 1941                                     | 1943    | Rougier                  |           |         |
| 1944                                     | 1944    | Charles Rose             |           |         |
| 1944                                     | 1944    | François Girard          |           |         |

### Depuis 1945
Depuis l'après-guerre, cinq maires se sont succédé à la tête de la commune.
| Période       | Période       | Identité                  | Étiquette         | Qualité |
| ------------- | ------------- | ------------------------- | ----------------- | --- |
| 1945          | 1945          | Antonin Sage              |                   | |
| 1946          | mars 1971     | Sylvain Bacconnier        |                   | Administrateur de la coopérative des blés de la Grive Membre du comité betteravier                                       |
| mars 1971     | mars 1977     | Marcel Ribail (1925-2019) |                   | Retraité, maire honoraire                                                                                                |
| mars 1977     | décembre 2023 | Michel Bacconnier         | PCF puis PCF app. | Artisan garagiste retraité Démissionnaire pour raison de santé                                                           |
| décembre 2023 | En cours      | Mathieu Gaget             |                   | Ancien collaborateur parlementaire Adjoint au maire (2020 → 2023) 14e vice-président de la CA Porte de l'Isère (2020 → ) |

## Pour approfondir